# Cristian Bucchi
Pour les articles homonymes, voir Bucchi.
Cristian Bucchi né le 30 mai 1977 à Rome, est un footballeur italien reconverti entraîneur.